# Иперле
Иперле (фр. Yperlée) — канализированная река в Бельгии, протекающая по провинции Западная Фландрия. Длина реки — 29 км.
Начинается недалеко от Кеммеля, протекает через Ипра и впадает в Изер у форта Кнок. В средние века считалось, что к Иперле относились и низовья Изера. Река воспринималась как впадающая в Северное море.
Низовья реки превращены в канал, соединяющий город Ипр с рекой Изер. Длина канала составляет 15 километров.
Во время Первой мировой войны по реке проходила линия фронта. Она связала Ипрский выступ, удерживаемый французами и англичанами, с Изерским фронтом, удерживаемым бельгийской армией.
В настоящее время канал слишком мал для удовлетворения промышленных потребностей и используется только для катания на лодках, а также рыбаками.